# Kopranik
A Kopranik (szerbül Копривник / Koprivnik, albánul Kopranik) az Albán-Alpok (Prokletije) 2460 méteres hegycsúcsa. Koszovóban, a Rugova-völgytől délre található .

## Fordítás
- Ez a szócikk részben vagy egészben  a   Kopranik című angol Wikipédia-szócikk ezen változatának fordításán alapul.  Az eredeti cikk szerkesztőit annak laptörténete sorolja fel. Ez a jelzés csupán a megfogalmazás eredetét és a szerzői jogokat jelzi, nem szolgál a cikkben szereplő információk forrásmegjelöléseként.